# Пороскія
Пороскія (рум. Poroschia) — село у повіті Телеорман в Румунії. Адміністративний центр комуни Пороскія.
Село розташоване на відстані 80 км на південний захід від Бухареста, 3 км на південний схід від Александрії, 130 км на схід від Крайови.

## Населення
За даними перепису населення 2002 року у селі проживали 3513 осіб.
Національний склад населення села:
| Національність | Кількість осіб | Відсоток |
| -------------- | -------------- | -------- |
| румуни         | 3273           | 93,2%    |
| цигани         | 240            | 6,8%     |

Рідною мовою назвали:
| Мова      | Кількість осіб | Відсоток |
| --------- | -------------- | -------- |
| румунська | 3498           | 99,6%    |
| циганська | 15             | 0,4%     |